# 모드 터너 고든

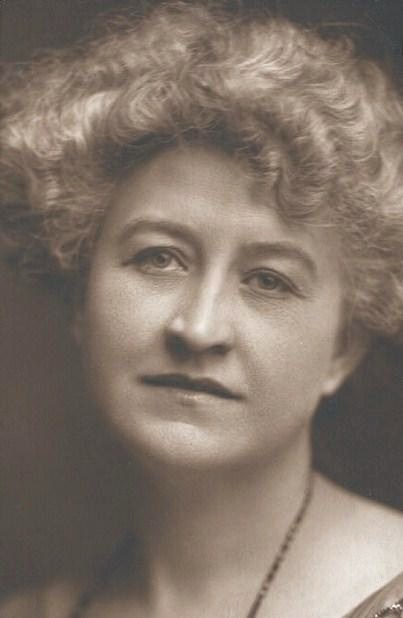

모드 터너 고든(Maude Turner Gordon, 1868년 11월 10일 ~ 1940년 1월 12일)은 미국의 배우, 영화배우이다.
프랭클린에서 태어났으며 로스앤젤레스에서 사망하였다. 사인은 폐렴이다.

## 영화
- 스윗하츠 (1938년)
- 마리 앙투아네트 (1938년)
- 쉬 러브스 미 낫 (1934년)
- 시너스 인 더 선 (1932년)
- 플로로도라 걸 (1930년)
- 칠드런 오브 프레져 (1930년)
- 샐리 (1929년)